# الکترونیک کم-مصرف
الکترونیک کم‌مصرف (به انگلیسی: Low-power electronics) یا الکترونیک کم‌توان الکترونیکی مانند پردازنده‌های نوت‌بوک است که برای استفاده از توان الکتریکی کمتر از حد معمول، غالباً با برخی هزینه‌ها، طراحی شده‌اند. در مورد پردازنده‌های نوت‌بوک، این هزینه توان پردازش است. پردازنده‌های نوت‌بوک تمایل دارند که در مقایسه با همتایان رایانه‌های رومیزی آنها، با هزینه پردازش کمتر، مصرف توان کمتری داشته باشند.
از لحاظ تاریخی الکترونیک کم‌توان مربوط به اولین ساعت‌های مچی کوارتز در سال ۱۹۶۷ با استفاده از عقربه‌های آنالوگ برای نمایش زمان تولید شد. اولین ساعت الکترونیکی دیجیتال یک نمونه اولیه پالسار ال‌ئی‌دی بود که در سال ۱۹۷۰ تولید شد. ساعت‌های ال‌ئی‌دی دیجیتال تا سال ۱۹۷۵ بسیار گران و دور از دسترس مصرف‌کننده معمولی بودند، تا این که تگزاس اینسترومنتس شروع به تولید انبوه ساعت‌های ال‌ئی‌دی در داخل یک محفظه پلاستیکی کرد.
مصرف انرژی کلی یک رایانه شخصی جدید با رشدی حدود ۲۲ درصد در سال افزایش یافته است. این افزایش در مصرف حتی با وجود اینکه انرژی مصرف‌شده توسط یک دروازه منطقی سیماس به منظور تغییر وضعیت آن به دلیل کوچک‌سازی، مطابق با قانون مور به‌طور نمایی کاهش یافته است.